# Federico Bigi
Federico Bigi (* 21. März 1920 in Reggio nell’Emilia; † 24. April 1996) war ein Politiker der Partito Democratico Cristiano Sammarinese (PDCS) aus San Marino, der unter anderem zwischen 1957 und 1972 Außenminister San Marinos war. Er war darüber hinaus zwischen 1959 und 1969 und erneut von 1973 bis 1978 Präsident des Nationalen Olympischen Komitees (Comitato Olimpico Nazionale Sammarinese) sowie des Weiteren zwischen 1991 und seinem Tode 1996 als erster Sanmarinenser Richter am Europäischen Gerichtshof für Menschenrechte.

## Leben
Bigi absolvierte ein Studium an der Universität Bologna sowie der Universität Urbino. Er war nach dem Ende des Faschismus vom 28. Juli bis zum 16. September 1943 ernanntes Mitglied des 1. Kabinettes und dessen Kongresses für die gewöhnliche Verwaltung (Congresso per l’ordinaria amministrazione). Später war er zwischen dem 23. Oktober 1944 und dem 24. März 1945 Mitglied des 4. sowie 5. Kabinettes. Im 8. Kabinett fungierte er vom 30. Juni bis 23. September 1951 als Innenminister (Segretario degli Interni). Er wurde nach den Auseinandersetzungen von Rovereta (Fatti di Rovereta) zusammen mit Alvaro Casali, Pietro Giancecchi und Zaccaria Giovanni Savoretti am 1. Oktober 1957 Mitglied der Provisorischen Regierung, die sich bis zum 23. Oktober 1957 im Amt befand. Im Anschluss wurde er am 23. Oktober 1957 im 11. Kabinett erstmals Außenminister San Marinos (Segretario di Stato per gli Affari Esteri e Politici) und bekleidete dieses Amt im 12., 13., 14. sowie 15. Kabinett bis zu seinem Rücktritt im Oktober 1971, woraufhin Giancarlo Ghironzi am 17. Januar 1972 sein Nachfolger wurde.
1959 wurde er als Spitzenkandidat zum Mitglied des Großen und Allgemeinen Rates (Consiglio Grande e Generale) gewählt, dem er in der 16., 17., 18. und 19., 20., 21. sowie 22. Legislaturperiode bis 1993 angehörte. 1959 war er zudem Mitgründer des Nationalen Olympischen Komitees (Comitato Olimpico Nazionale Sammarinese) und war von 1959 bis zu seiner Ablösung durch Giuseppe Micheloni 1969 erster Präsident des CONS.
Bigi war vom 12. Dezember 1961 bis zum 6. November 1969 im zwölften bis vierzehnten Kabinett zudem Industrieminister (Deputato per l’Industria). Im 16. Kabinett bekleidete er vom 27. März 1973 bis 11. November 1974 das Amt des Ministers für Tourismus, Sport und Veranstaltungen (Deputato per il Turismo, lo Sport e lo Spettacolo). 1973 wurde er als Nachfolger von Giuseppe Micheloni zum zweiten Mal Präsident des Comitato Olimpico Nazionale Sammarinese und übte diese Funktion nunmehr weitere fünf Jahre bis zu seiner Ablösung durch Libero Barulli 1978 aus. Im 17. Kabinett fungierte er zwischen dem 11. November 1974 und dem 11. März 1976 als Minister für Tourismus sowie Sport und als Justizminister (Deputato per il Turismo, lo Sport e la Giustizia), während er im 18. Kabinett vom 11. März 1976 bis 17. Juli 1978 erneut Minister für Tourismus, Sport und Veranstaltungen war.
1991 wurde Bigi als erster Sanmarinenser Richter am Europäischen Gerichtshof für Menschenrechte, dem er bis zu seinem Tode am 24. April 1996 angehörte.